# Interdisziplinäres Zentrum für Ethik an der Europa-Universität Viadrina
Das Interdisziplinäre Zentrum für Ethik (IZE) ist eine interdisziplinäre und international ausgerichtete Forschungseinrichtung. Es wurde 1995 an der Europa-Universität Viadrina in Frankfurt (Oder) als Gemeinschaftsprojekt der dort vertretenen Fakultäten (Rechtswissenschaften, Kulturwissenschaften und Wirtschaftswissenschaften) gegründet.
Das IZE hat sich zum Ziel gesetzt, durch die Veranstaltung von Symposien, Workshops und Vorträgen, die Vergabe von Promotionsthemen, die Unterstützung von einschlägigen Forschungsaktivitäten und die Kooperation mit anderen Ethikzentren im In- und Ausland das Verständnis für Fragen der Ethik in Forschung und Lehre zu vertiefen. In seiner Arbeit setzt sich das IZE insbesondere mit grundlegenden Fragen der Ethik in den modernen Wissenschaften sowie mit den Schnittstellen der unterschiedlichen Wissenschaftsbereiche auseinander. Weitere Schwerpunkte liegen in den Bereichen Rechtsethik und Rechtsphilosophie, der Wirtschaftsethik und der Geschichte der Ethik.
Neben einer intensiven Zusammenarbeit mit dem Collegium Polonicum, einer Gemeinschaftseinrichtung der Europa-Universität Viadrina und der Adam-Mickiewicz-Universität Posen, in der polnischen Nachbarstadt Słubice, kooperiert das IZE mit Universitäten und Instituten u. a. in Australien, Estland, Großbritannien, Israel, Italien, Japan, Kanada, Lettland, Luxemburg, den Niederlanden, Österreich, Polen, Russland, Spanien, Südafrika, Tschechien, Ungarn und den USA.
In dem Leitungsgremium des IZE sitzen als geschäftsführender Leiter Jan C. Joerden, sowie Uwe Scheffler als Vertreter der juristischen Fakultät, Ulrich Knefelkamp als Vertreter der Kulturwissenschaftlichen Fakultät, und Hermann Ribhegge als Vertreter der Wirtschaftswissenschaftlichen Fakultät. Zu den Projektpartnern des IZE zählen u. a. die Akademie für Ethik in der Medizin e.V. (AEM) in Göttingen, die Internationale Vereinigung für Rechtsphilosophie (IVR) Deutsche Sektion in Heidelberg, das Zentrum für interdisziplinäre Forschung (ZiF) in Bielefeld, das Institut für Deutsches, Europäisches und Internationales Medizinrecht, Gesundheitsrecht und Bioethik der Universitäten Heidelberg und Mannheim (IMGB), sowie das Collegium Polonicum in Słubice.

## Publikationen
Jan C. Joerden (Hrsg.): Schriftenreihe des IZE. Springer-Verlag, Heidelberg / Berlin u. a.:
- Band 1: Jan C. Joerden (Hrsg.): Diskriminierung – Antidiskriminierung. 1996, ISBN 978-3-540-61567-5.
- Band 3: Bodo Busch, Jan C. Joerden (Hrsg.): Tiere ohne Rechte? 1999, ISBN 978-3-540-66186-3.
- Band 5: Ulrich Knefelkamp (Hrsg.) Zisterzienser: Norm, Kultur, Reform – 900 Jahre Zisterzienser. 2001, ISBN 978-3-540-64816-1.

Jan C. Joerden (Hrsg.): Studien zur Ethik in Ostmitteleuropa. Peter Lang Verlag, Frankfurt am Main u. a.:
- Band 12: Krzysztof Wojciechowski, Jan C. Joerden (Hrsg.): Ethical Liberalism in Contemporary Societies. 2009, ISBN 978-3-631-58620-4.
- Band 13: Jan C. Joerden, Thorsten Moos, Christa Wewetzer (Hrsg.): Stammzellforschung in Europa: religiöse, ethische und rechtliche Probleme 2009, ISBN 978-3-631-59437-7.

B. Sharon Byrd, Joachim Hruschka, Jan C. Joerden (Hrsg.): Jahrbuch für Recht und Ethik/Annual Review of Law and Ethics. Duncker & Humblot, Berlin:
- Band 15: B. Sharon Byrd (Hrsg.): Medizinethik und -recht / Medical Ethics and Law. 2007, ISBN 978-3-428-12610-1.
- Band 16: B. Sharon Byrd (Hrsg.): Kants Metaphysik der Sitten im Kontext der Naturrechtslehre des 18. Jahrhunderts / Kant’s Doctrine of Right in the Context of Eighteenth Century Natural Law. 2008, ISBN 978-3-428-12949-2.

Ein ausführliches Schriftenverzeichnis befindet sich auf den Seiten des IZE.